# Guibemantis flavobrunneus
A Guibemantis flavobrunneus  a kétéltűek (Amphibia) osztályába és  a békák (Anura) rendjébe aranybékafélék (Mantellidae) családjába tartozó faj. 

## Előfordulása
Madagaszkár endemikus faja. A sziget keleti oldalán, Sambavától az Andringitra-masszívumig, a tengerszinttől 1000 m-es magassági honos.

## Megjelenése
Közepes méretű Guibemantis faj. A hímek mérete 30–33 mm, az egyetlen megfigyelt nőstényé 38 mm. Háta barna színű, sárgás foltokból álló változó mintázattal, melyek különösen a szeme mögött és hátának oldalán vannak jelen. Hasi oldala sárgás színű. Bőre sima. Orrlyukai közelebb helyezkednek el az orrcsúcsához, mint a szemeihez. Hallószerve jól látható, mérete mintegy fele a szeméének. Mellső lábán kezdetleges, a hátsón kifejlett úszóhártya található. A hímeknek feltűnő hosszúkás combmirigyei vannak.

## Természetvédelmi helyzete
A vörös lista a nem fenyegetett fajok között tartja nyilván. Több védett területen is megtalálható.